# DAFNE
DAΦNE (Double Annular Φ Factory for Nice Experiments) — электрон-позитроный коллайдер, построенный в лаборатории LNF INFN, Фраскати, Италия взамен коллайдера предыдущего поколения ADONE. DAFNE построен для работы на энергии 510 МэВ в пучке для изучения физики лёгких кварков на при рождении φ-мезонов.
Одним из главных достижений DAFNE стало применение нового подхода crab-waist для значительного повышения светимости, предложенного Панталео Раймонди.

## Эксперименты
На коллайдере в разное время работало несколько детекторов:
- KLOE (K LOng Experiment).
- FINUDA (FIsica NUcleare a DAFNE).
- DEAR (DAFNE Exotic Atoms Research experiment).
- SIDDHARTA (SIlicon Drift Detectors for Hadronic Atom Research by Timing Application).